# Fäbodvägen

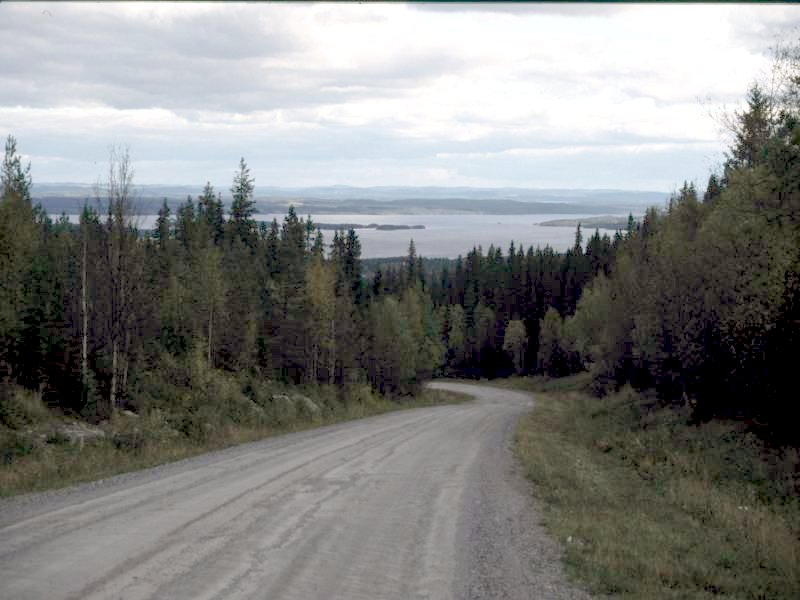
Fäbodvägen strax ovanför Börtnan med utsikt över Storsjön.

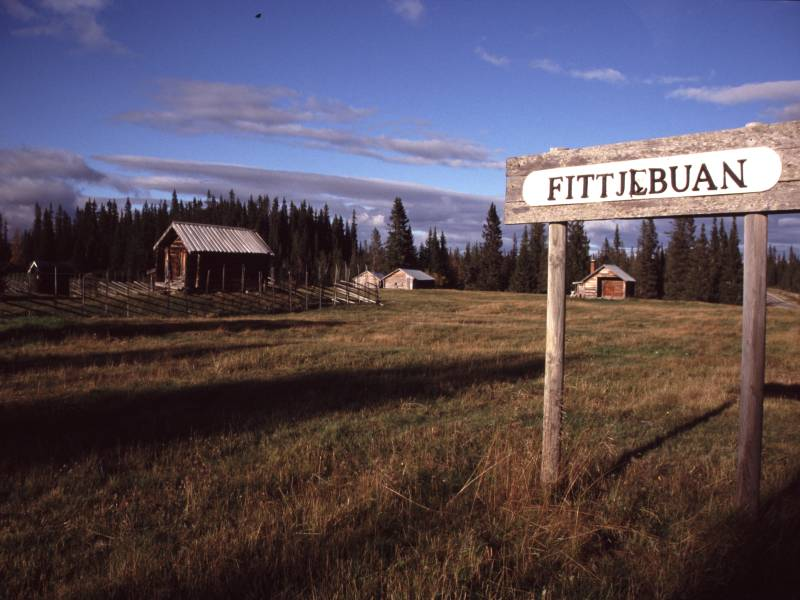
Fäbodvägen vid Fittjebuan, en av fäbodarna utmed vägen.

Fäbodvägen (även Länsväg Z 834) är en grusad väg som går mellan Börtnan och Persåsen i Jämtlands län. Då vägen passerar ett antal fäbodar kallas den fäbodvägen, och ett antal turistaktörer är aktiva längs vägen. Utmed vägen ligger Galåbodarna med infarten mot Arådalen.
Fäbodvägen ansluter till:
- Länsväg Z 535 vid Börtnan
- Länsväg Z 575 vid Persåsen